# Johanneskerk (Heidelberg-Neuenheim)
De Johanneskerk (Duits: Johanneskirche) is een protestants kerkgebouw in Neuenheim, een Stadtteil van de Baden-Württembergse stad Heidelberg. Het neogotische kerkgebouw werd in de jaren 1899 tot 1902 gebouwd.

## Geschiedenis
Na de gemeentelijke herindeling in 1891 nam het aantal inwoners van Neuenheim als nieuw Stadtteil van Heidelberg fors toe. De oude Johanneskerk aan het Marktplein van Neuenheim werd snel te klein. In 1895 werd een uitbreiding van de oude kerk gepland, maar ten slotte besloot men toch tot de nieuwbouw van een grote kerk buiten de oude dorpskern.
In het jaar 1900 werd bij een knik in de Handschuhsheimer Landstraße de eerste steen voor de nieuwe kerk gelegd. De nieuwbouw nam de naam van de oude kerk over, echter anders dan bij de oude kerk heeft de naam geen betrekking op Johannes de Doper maar op de evangelist Johannes. In aanwezigheid van groothertog Frederik I werd de kerk op 11 mei 1902 ingewijd.
De plannen voor de bouw stammen van Hermann Behaghel. Het werd de eerste kerk die de architect in Heidelberg liet bouwen. Na de Johanneskerk volgden de Christuskerk in de westelijke binnenstad, de Kruiskerk in Wieblingenen en de Vredeskerk in Handschuhsheim.

## Beschrijving

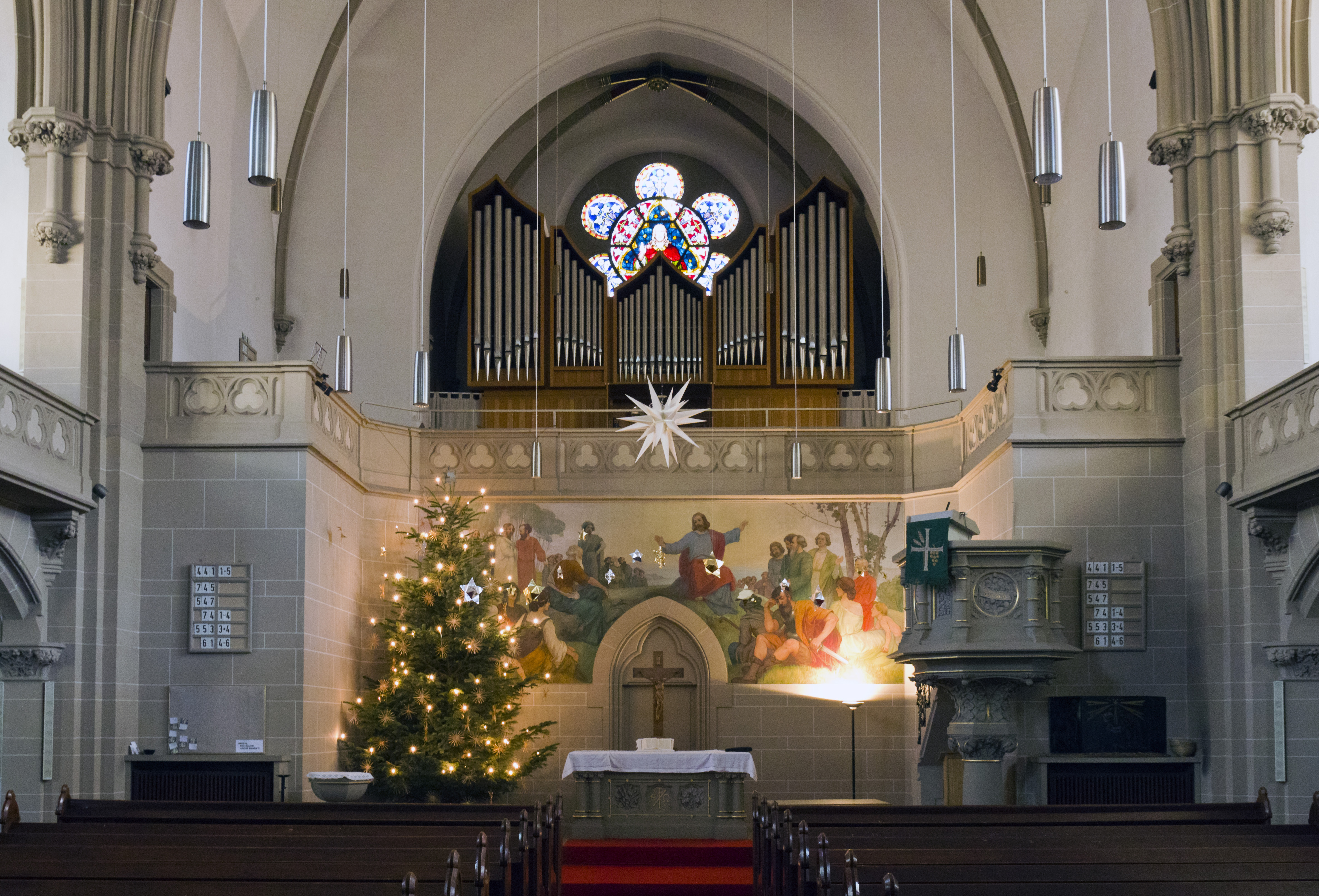
Interieur

Qua stijl oriënteert de kerk zich aan de vroege gotiek, maar in tegenstelling tot de gotische kerkbouw werd het gebouw als centraalbouw uitgevoerd. De plattegrond wordt gevormd door een Grieks kruis, waarbij de zuidelijke arm (achter het altaar) van de eigenlijke kerk wordt afgescheiden. Boven de hoofdingang van de kerk verrijst de markante 55 meter hoge toren.
Het interieur komt overeen met het destijds vastgestelde Wiesbadener Programm, dat de eenheid van kansel, altaar en orgel voorschrijft. Het altaar wordt geflankeerd door de preekstoel en het doopvont, waarboven zich het orgel bevindt.
Als typische preekkerk bezit de Johanneskerk op alle kanten rondlopende galerijen.
Van de oorspronkelijke beschildering van de kerk bleef slechts de voorstelling van de Bergrede boven het altaar bewaard. De rest werd tijdens de renovatie van 1957 verwijderd.